# Chiabur
Chiabur este un termen prin care, în perioada comunistă, era desemnat un țăran bogat care aparține burgheziei satelor, posedă mai mult pământ decât poate lucra singur, dispune de importante mijloace de producție și folosește muncă salariată.
Termenul „chiabur" a fost introdus în România, în mod oficial, prin „Rezoluția Ședinței Plenare a C.C. al P.M.R. din 3-5 martie 1949, fiind inspirat din noțiunea de culac, impusă în Uniunea Sovietică.

Caricatură propagandistică, de Cik Damadian, apărută în „Cuplete și scenete humoristice - Almanah 1950”, cu titlul PLATA ÎN NATURĂ și cu legenda:
Chiaburii:
- Atunci i-am spus: "vrei simbrie ?" Și i-am tras o bătaie cruntă. Ce crezi? M’a dat în judecată!
- Drace, nu mai merge nici cu plata… în natură!

În propaganda comunistă, chiaburii erau acuzați că „speculează sărăcimea și că strâng averi prin numeroase mijloace de exploatare, pe seama țărănimii muncitoare”. În rezoluția Plenarei Comitetul Central al PMR din 3-5 martie 1949, ce prevedea transformarea socialistă a agriculturii române, se prevedea că „Politica noastră față de țărănime trebuie sa fie clară: ne sprijinim pe țărănimea săracă, strângem alianța cu țărănimea mijlocașă și ducem lupta neîntreruptă împotriva chiaburimii”.
Pe ordinea de zi a Plenarei CC al PMR, din martie 1949, s-a aflat și problema definirii clasei chiaburilor, deoarece rapoartele sosite din județe indicau situații contradictorii înregistrate în operațiunile de identificare și de clasificare a acestora, izvorâte din neclaritatea indicațiilor transmise din capitală. În toate „regionalele de partid”, se creaseră confuzii grave în activitatea de departajare a chiaburilor de mijlocași și invers, întrucât principalul criteriu utilizat se referea la monitorizarea suprafeței proprietății fiecărui individ. De aceea, Gheorghiu-Dej a considerat ca fiind necesară sporirea elementelor de calificare a chiaburilor: „Pentru a deosebi muncitorul agricol – țăranul sărac și cel mijlocaș – de chiabur, trebuie să ținem seama de următoarele criterii: dacă are pământ, în ce regiune se află pământul; dacă mai posedă și alte mijloace de producție, câte și anume ce fel de mijloace de producție; felul de cultură; cât produce și cât aduce din producția sa pe piață; dacă exploatează sau nu muncă străină; dacă este sau nu exploatat de alții; mărimea familiei, precum și o serie de împrejurări locale pe care le putem aprecia numai cercetând fiecare caz concret în parte. Hotărâtor însă este dacă exploatează sau nu muncă străină și dacă este exploatat de alții; dacă are sau nu mijloace de producție, câte și ce fel de mijloace de producție”.
Poate ar fi prea mult să vorbim despre o încadrare „juridică” a acestei categorii sociale, deoarece motivațiile invocate de putere au fost strict de natură politică și ca atare ne găsim în fața unei ficțiuni juridice, care culmea, a funcționat ca o veritabilă instituție de drept și în plus a mai și servit ca probatoriu într-o multitudine de procese civile și penale. Gama criteriilor pe baza cărora a fost descrisă chiaburimea putea fi întâlnită numai în documentele programatice ale partidului comunist. Inițial, paleta lor cuprindea numai referiri legate de întinderea suprafețelor funciare și de modalitatea prin care proprietarul se achita de muncile agricole, „în regie proprie sau cu muncă salariată”, alternativă în funcție de care proprietarul era considerat sau nu exploatator.
Ulterior, după ce comuniștii au analizat mai atent fenomenul „deschiaburirii”, ei au putut sesiza lacunele speculate de populație și au sporit gama criteriilor, prin introducerea unor elemente vizând prezența sau absența în gospodăria chiaburească a unor alte mijloace de producție de natură să le aducă unele câștiguri suplimentare, cum ar fi tractoare, batoze, cazane de țuică, darace de lână, sau cele legate de practicarea unor meserii din sfera serviciilor, cârciumărit, măcelărit, ori de practicarea unor meșteșuguri rurale, cum sunt croitoria, blănăria, tâmplăria, olăritul etc.
Într-un instructaj elaborat de Direcția Generală a Poporului, în iulie 1950, se cerea ca lucrătorii de Securitate să răspundă direct de adunarea cotelor de produse agricole, de colectări și înscrieri în Gospodăriile Agricole Colective. Instrucțiunile precizau că: „dacă vreun chiabur face agitație, poate fi împușcat acolo, pe loc”, și aceasta cu toate că încă nu se stabilise oficial cine era „țăran înstărit”, cine era „mijlocaș” și cine era „chiabur”.
Abia ulterior a fost introdus în administrația locală un document administrativ numit „Registru agricol”, care a fost ținut până în 1962, anul încheierii oficiale a colectivizării forțate, pentru că procesul a continuat până în anul 1989. În „Registrul agricol”, populația rurală era înregistrată după următoarele criterii:
- gospodărie chiaburească cu terenuri de peste 5 hectare,
- gospodărie mijlocașă cu 3,5-4,5 hectare,
- gospodărie mică 1,5-2,5 hectare,
- cei care aveau doar grădină și casă erau denumiți „țăran sărac”.

Primul val de deportare a chiaburilor în "Bărăgan" s-a declanșat pe data de 3 august 1949, acesta vizând satele din județele Bihor și Arad care s-au răsculat împotriva regimului de colectare a cotelor obligatorii de cereale, anulării plății în natură a muncitorilor batozieri și introducerii plății salariale a acestora, precum și impunerii treieratului direct în "țarine", nu la domiciliile sătenilor.  Regionala Oradea a Partidului Muncitoresc Român a înregistrat un număr de 17.441 de participanți la „dezordini”, din 54 de comune bihorene, și 10.357 de participanți, din patru comune arădene, însumând, oficial, 27.798 de răsculați. Din Bihor au luat calea deportării 238 de familii, însumând 863 de suflete, cărora le-au fost confiscate proprietățile agricole, în suprafață totală de 3.341,96 hectare. Aceste proprietăți au constituit zestrea gospodăriilor agricole colective înființate în primăvara anului 1950 în satele răsculate.
În Banat exista o țărănime incomparabil mai înstărită decât în celelalte regiuni ale țării, iar apropierea frontierei cu Iugoslavia, unde era la putere un „regim chiaburesc”, era considerată deosebit de propice infiltrării în România de elemente subversive. Deportările în Bărăgan din anii 1951-1956 au afectat un total de 40.320 de persoane considerate periculoase de comuniști, între care erau înregistrați 19.034 de chiaburi și cârciumari.
În decretul nr. 115 din 30 martie 1959, pentru lichidarea rămășitelor oricăror forme de exploatare a omului de către om în agricultură, în scopul ridicării continue a nivelului de trai material și cultural al țărănimii muncitoare și al dezvoltării construcției socialiste, emis de Marea Adunare Națională a Republicii Populare Romîne, se prevedea că „se interzice darea în parte sau în arendă a terenurilor agricole, precum și orice altfel de exploatare a muncii străine de către producătorii agricoli”, cu precizarea că aceste prevederi „sunt aplicabile chiaburilor care au terenuri agricole a căror întindere depășește puterea lor de muncă, precum și cea a membrilor familiei cu care duc gospodăria împreună”.
Raportul la cel de–al treilea Congres al Partidului Muncitoresc Român, din  20 iunie 1960, îi pe anunța membrii de partid că „a fost lichidată chiaburimea, cea mai numeroasă clasă exploatatoare, desființându–se astfel ultimele forme de proprietate capitalistă din agricultură”.

## Dezvinovățirea comunistă
La Plenara C.C. al P.M.R din 30 noiembrie – 5 decembrie 1961 Gheorghe Gheorghiu-Dej susținea că „în numele luptei împotriva chiaburilor, peste 80.000 țărani, în majoritatea lor țărani muncitori, au fost trimiși în judecată, dintre ei peste 30.000 au și fost judecați în procese publice’’, aceste abuzuri fiind puse exclusiv pe seama măsurilor întreprinse de Ana Pauker și Teohari Georgescu. La aceeași plenară din 1961, Nicolae Ceaușescu vorbea despre 89.000 țărani arestați, dintre care 37.000 mijlocași și 7.000 săraci, numai pentru segmentul de timp 1950–1952.